# Jan Hinderink
Jan Hinderink (Zwolle, 2 november 1932 – Zeist, 10 december 2022) was een Nederlands geograaf en hoogleraar.

## Levensloop
Jan Hinderink werd geboren in Zwolle en volgde daar van 1945-1950 het onderwijs aan de Rijks-H.B.S. Na het behalen van zijn diploma was Hinderink korte tijd werkzaam bij de Raad van Arbeid in Zwolle. Na het vervullen van de dienstplicht (1951-1953) studeerde hij van 1953-1960 sociale geografie in Utrecht. In zijn derde studiejaar maakte Hinderink in april en mei 1956 deel uit van een select groepje studenten die onder leiding van Adriaan de Vooys en Rob Tamsma deelnamen aan een studiereis naar Spanje. De voorwaarde voor deelname was dat het afstudeerproject en een eventuele dissertatie in het verlengde van de onderzoeksthematiek van de studiereis moest liggen. Tussen 1958 en 1960 deed Hinderink onderzoek in de Sierra de Gata, een perifeer ruraal gebied ten zuidwesten van Salamanca. Na zijn doctoraal examen in 1960 werd dit onderzoek voortgezet. Hij was korte tijd leraar (1959-1961) aan het Baarns Lyceum en aan de Rijks-H.B.S in Utrecht.
In 1961 werd Hinderink benoemd als wetenschappelijk ambtenaar bij het Geografisch Instituut in Utrecht met als belangrijkste taak het doen van onderzoek en het geven van onderwijs over de sociale geografie van Afrika. In 1963 promoveerde hij bij Adriaan de Vooys op het proefschrift The Sierra de Gata. A geographical study of a rural mountain area in Spain. In 1969 volgde zijn benoeming als hoogleraar met als leeropdracht de ‘sociale geografie van de ontwikkelingslanden’. Hij volgt daarmee Johannes Jozef Hanrath op die als leeropdracht ‘sociale geografie der niet-westerse landen’ had en slechts korte tijd had kunnen functioneren. Op 30 september 1970 sprak hij zijn inaugurele rede ‘No longer at ease. Afrikanen en steden, steden in Tropisch Afrika’ uit.
Op 1 juni 1994 ging Hinderink met emeritaat. Zijn afscheidsrede droeg als titel Through the Looking Glass. Veranderende visies op de Derde Wereld. Zijn medewerkers en (oud) collega’s presenteerden ter gelegenheid van zijn afscheid een liber amicorum: No easy way out: Essays on Third World development in honour of Jan Hinderink.

## Wetenschappelijk werk
Tussen 1958 en 1960 deed Hinderink onderzoek in de Sierra de Gata, een perifeer gebied aan de Portugese grens. Zijn onderzoek vond plaats in een periode waarin de plattelandsvlucht op gang begon te komen door het ontbreken van voldoende bestaansmogelijkheden. In dezelfde periode begon men in dit gebied met grootschalige herbebossingsprojecten om de schade in het natuurlijk milieu te beperken. Hinderink analyseerde o.a. de ingrijpende effecten van deze grootschalige herbebossing. De resultaten van zijn regionale analyses legde hij vast in zijn proefschrift.
In 1964 deed hij samen met de Turkse sociologe M.B. Kiray onderzoek in een viertal dorpen in de Cukurova in het zuidoosten van Turkije. Ze analyseerden het ontwikkelingsproces op lokaal niveau. Ze toonden aan dat het moderniseringsproces niet ten goede komt aan de lokale bevolking zolang de bestaande machtsstructuren feitelijk blijven bestaan. Deze machtsstructuren zijn de feitelijke obstakels voor sociale en economische verandering. Feitelijk is hier sprake van wat Hinderink in 1974 ‘fragmentarische of partiële modernisering’ noemt. Hij vond dat het kernprobleem van de onderontwikkeling van een land of gebied: “Het dynamische proces van fragmentarische modernisering leidt tot een duurzaam verbroken evenwicht tussen bevolkingsgroei en economische groei, tot grote ongelijkheid in de mogelijkheden voor maatschappelijke verbetering, tot grote inkomenstegenstellingen en wijdverbreide armoede en tot materiële en sociale onzekerheid van de grote massa van de bevolking in ontwikkelingslanden” (Hinderink, 1974, p. 301).
Vanaf zijn aanstelling in 1961 heeft Hinderink een groot deel van zijn onderzoek en dat van zijn stafleden gericht op Afrika. In 1967 publiceerde hij Agrarische ontwikkeling in Tropisch Afrika. Hij hield daarin o.a. een pleidooi voor het bevorderen van de agrarische ontwikkeling met gebruik maken van lokale middelen en kennis. Dit onderzoek kende twee zwaartepunten: ruraal en urbaan. Bij het rurale onderzoek ging het met name om agrarische commercialisatie en regionale ontwikkeling. Opvallend was de aandacht voor de regionale verscheidenheid, want het ging vrijwel steeds om vergelijkingen tussen landen en gebieden met uiteenlopende omstandigheden. De resultaten zijn samengevat in Agricultural Commercialization and Government Policy in Africa, dat hij schreef met J.J. Sterkenburg. Na 1990 verschuift zijn aandacht meer naar de sociaal-economische aspecten van ruraal-ecologische vraagstukken en rurale diversificatie en ruraal-urbane interactie (De Jong, 1999, p. 20).
Het tweede zwaartepunt was het onderzoek naar het vestigings- en verplaatsingsgedrag in kleine steden (het Cape Coast onderzoek). Later werd dit thema uitgebreid tot onderzoek van de functie  van kleine en middelgrote steden bij de ontwikkeling van regio’s. Urbanisatie en stedelijke veranderingen vormden het onderwerp van Hinderinks inaugurele rede in 1970. Hij vestigde de aandacht op het belang van geografisch onderzoek naar stedelijke vraagstukken in Afrika in een periode dat de Afrikaanse stadsgeografie nog in de kinderschoenen stond. Vanaf 1980 werden ook gebieden buiten Afrika in het onderzoek betrokken. Hinderink en zijn staf wilden door vergelijkend onderzoek naar de rol van kleine en middelgrote steden vaststellen of het optimisme onder beleidsmakers over de stimulerende betekenis van kleine steden voor de regionale ontwikkeling gerechtvaardigd was. De resultaten van de vele deelpublicaties werden in 2002 samengevat in Small Towns and Regional Development: Major Findings and Policy. Implications from Comparative Research, dat hij met M.J. Titus schreef: “To conclude, generalisations about the role of small towns, based on whatever theoretical point of view or inspired by whatever planning model, are hard to make”. Deze vaststelling is typerend voor het werk van Hinderink. Hij liet zich nooit verleiden tot ongenuanceerde theoretische stellingnames.
Naast wetenschappelijk onderzoek was Hinderink ook betrokken bij diverse internationale projecten op het vlak van plattelands en stedelijke ontwikkeling in diverse landen in Afrika zoals onder andere bij de opzet van een model voor gedecentraliseerd beleid en planning op district niveau in Kenya. In het kader van het Nederlandse overheidsbeleid voor Universitaire Ontwikkelingssamenwerking legde hij de basis voor een langdurig (25 jaar) samenwerkingsverband met de Universiteit Gadjah Mada in Yogyakarta in Indonesië op het vlak van Sociale Geografie en Rurale en Regionale Ontwikkelingsplanning. Eveneens in dat kader was hij actief als gastdocent aan deze universiteit en aan de Universidad Autónoma in Costa Rica.
Hij was promotor van 24 promovendi.

## Publicaties
(een selectie)
- The Sierra de Gata. A geographical study of a rural mountain area in Spain, dissertatie Groningen, 1963
- Ontwikkeling in de Soedan. Een case study van het Geziraproject, Tijdschrift Koninklijk Nederlands Aardrijkskundig Genootschap, 81, 1964, pp. 196-219
- Agrarische ontwikkeling in Tropisch Afrika, Tijdschrift voor Economische en Sociale Geografie, 1967, pp. 225-236
- Social stratification as an obstacle to development. A study of four Turkish villages, New York, 1970 (met Mubeccel Kiray)
- No longer at ease. Afrikanen en steden, steden in Tropisch Afrika, Inaugurele rede Rijksuniversiteit Utrecht, 1970
- Geografie en onderontwikkeling, in: J. Hinderink en M. de Smidt (eds.) Een Sociaal Geografisch Spectrum, Utrecht, 1974, pp. 297-317
- La Géographie, le sous-développement et la modernisation, Tiers Monde, XVI, 62, 1975, pp. 267-293
- Anatomy of an African Town. A socio economic study of Cape Coast, Ghana, Utrecht, 1975 (met J.J. Sterkenburg)
- Étude Socio-Économique du Bassin du Bou, Présentation (du Rapport Final), Document de Travail Démographique, Document de Travail Agro-Économique, Rapport Prognostique de Participation de la Population local, Utrecht, 1976 (met G.J. Tempelman)
- Income Inequality under Changing Urban Conditions in Tropical Africa, Tijdschrift voor Economische en Sociale Geografie, 69, 1978, pp. 46-56 (met J.J. Sterkenburg)
- Development Policies and Regional Planning in the Ivory Coast, in: Akin L. Mabogunje & R.P. Misra (eds.), Regional Development Alternatives: International Perspectives, United Nations Centre for Regional Development, Regional Development Series 2, Nagoya, 1981, pp. 221-243 (met  G.J. Tempelman)
- Geography and the study of development, Indonesian Journal of Geography, 1983, pp. 9-18
- Agricultural Policy and Production in Africa: the Aims, the Methods and the Means, The Journal of Modern African Studies, 21, 1981, pp. 1-23 (met J.J. Sterkenburg)
- Agricultural Policy and the Organization of Production in Sub-Saharan Africa, Journal of Rural Studies, 1, 1985, pp. 73-85 (met J.J. Sterkenburg)
- Gestuurde versus spontane commercialisering. Een vergelijkende studie van agrarische produktieverhoging en inkomensverbetering in Zuid-Sudan en Swaziland, in: W.J. van den Bremen en P. Pellenbarg (eds.), Het Geografisch Plechtanker: eenheid in verscheidenheid. Liber Amicorum Rob Tamsma, Groningen, Nederlandse Geografische Studies, 31, 1987, pp. 217-233
- Agricultural Commercialization and Government Policy in Africa, London 1987 (met J.J. Sterkenburg)
- Dutch Studies in the human geography of developing countries, in: A.G.J. Dietvorst & F.J.P.M Kwaad (eds.), Geographical Research in the Netherlands, 1978-1987, Amsterdam Netherlands Geographical Studies, 64, 1988, pp. 214-242 (met J.M.G. Kleinpenning)
- Successful Rural Development in Third World Countries, Amsterdam, Netherlands Geographical Studies, 67, 1988, (met E.Szulc-Dabrowicka)
- Konsep dan Teori Pembangunan, Regional and Rural Development Planning Series, XII, 1988, 181 pp. (met R. Murtomo)
- Paradigms of regional development and the role of small centres, Development and Change, 1988, pp. 401–425.
- Views on the role of small centres in regional development; a critical assessment, Indonesian Journal of Geography, 19, 1989, pp. 1-15 (met M.J. Titus)
- Through the looking glass. Veranderende visies op de Derde Wereld, Afscheidscollege, Faculteit Ruimtelijke Wetenschappen, Utrecht, 1994
- Small towns, big dreams?in: T. van Naerssen, M. Rutten and A. Zoomers (Eds) The Diversity of Development: Essays in Honour of Jan Kleinpenning, 1997  Assen: van Gorcum, pp. 180–189.
- Town and hinterland in developing countries: Perspectives on rural-urban interaction and regional development, Amsterdam, 1998 (met M.J. Titus)
- Small Towns and Regional Development: Major Findings and Policy. Implications from Comparative Research, Urban Studies,  39, 2002, pp. 379–391 (met M.J. Titus)

- Bibsys: 90119265
- CiNii: DA02243477
- Gemeinsame Normdatei: 170084140
- International Standard Name Identifier: 0000 0001 1685 4076
- Library of Congress Control Number: n50034954
- Nationale bibliotheek van Australië: 35196196
- Nationale Bibliotheek van Israël: 987007271529305171
- Nederlandse Thesaurus van Auteursnamen: 073172588
- Système universitaire de documentation: 074521187
- Trove: 860601
- Virtual International Authority File: 91739704
- WorldCat: E39PBJmHGTPDqqqfxmfrPRbKh3

1. ↑  familiebericht NRC 17 december 2022. Gearchiveerd op 17 december 2022.